# Franz Hillinger (Architekt)
Franz Hillinger (* 30. März 1895 in Nagyvárad, Königreich Ungarn; † 18. August 1973 in New York) war ein Architekt des Neuen Bauens in Berlin und in der Türkei.

## Leben
Hillinger wurde als Sohn jüdischer Eltern im damaligen Königreich Ungarn, Teil der Doppelmonarchie Österreich-Ungarn, geboren. Nach seiner Dienstzeit als Soldat im Ersten Weltkrieg wollte er zunächst an der Universität Budapest ein Studium der Architektur aufnehmen. Gerade zu dieser Zeit kam es dort jedoch zu Unruhen, die auch Juden angelastet wurden, worauf umgehend allen Juden der Universitätsbesuch verboten wurde. 
Deshalb ging Hillinger nach Deutschland und studierte von 1919 bis 1922 Architektur an der Technischen Hochschule Berlin. In Berlin lernte er auch seine evangelische Ehefrau kennen, die Tochter seiner Vermieter.
Bis 1924 entwarf er hauptsächlich Einzelhäuser für private Bauherrn. Sein erster Auftrag war der Entwurf des Hauses seiner Schwiegereltern auf einem ländlichen Anwesen am Stadtrand von Berlin.

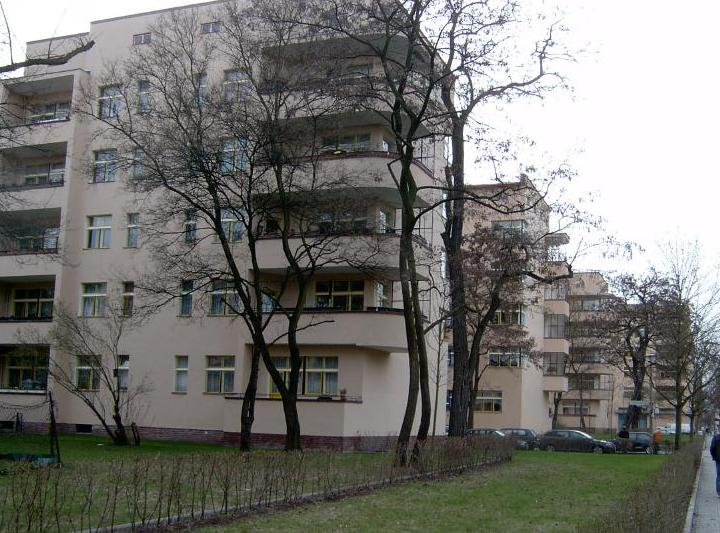
Wohnstadt Carl Legien

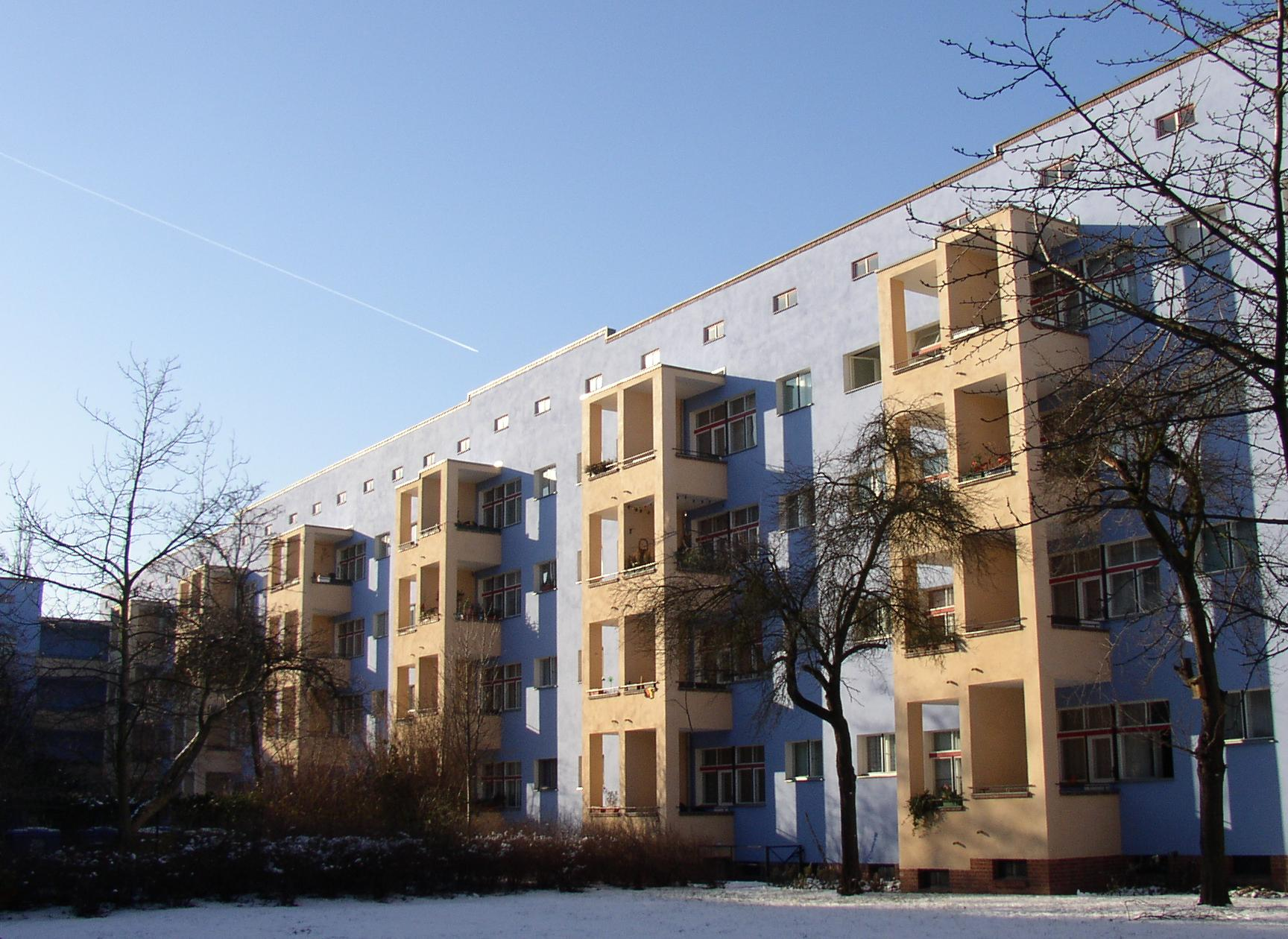
Wohnstadt Carl Legien

Ab 1924 war Hillinger fast zehn Jahre Leiter des Entwurfsbüros der Gemeinnützigen Heimstätten-, Spar- und Bau-Aktiengesellschaft (GEHAG) und arbeitete dabei in einigen Projekten mit Bruno Taut und Martin Wagner zusammen, die als freie Architekten Bauten für die GEHAG entwarfen. Hillingers heute bekannteste und bedeutendste Leistung aus dieser Zeit stellt die zwischen 1928 und 1930 für die Bauherrin GEHAG entstandene „Wohnstadt Carl Legien“ im Stadtteil Prenzlauer Berg dar. 1925 sah er für diese ebenfalls in Zusammenarbeit mit Bruno Taut entwickelte Mustersiedlung des Neuen Bauens 1.145 Eineinhalb- bis Dreieinhalb-Zimmer-Wohnungen vor, alle mit Zentralheizung und großzügigem Balkon oder Loggia. Mehrere Läden, eine Gemeinschaftswäscherei mit Kinderbetreuung, die Wohnungsverwaltung, sowie große Freiflächen und begrünte Innenhöfe waren integraler Bestandteil des Konzeptes dieser Großsiedlung. Hillinger orientierte sich dabei stark am Vorbild der 1920/1921 in Rotterdam entstandenen Siedlung Tusschendijken von Jacobus Johannes Pieter Oud, weshalb die „Wohnstadt Carl Legien“ manchmal auch als „Flamensiedlung“ bezeichnet wird. Aufgrund der Weltwirtschaftskrise und der Machtergreifung der Nationalsozialisten, die den Stil des Neuen Bauens ablehnten, wurden nur die ersten beiden Bauabschnitte wie geplant realisiert, der dritte erst Ende der 1930er Jahre in konventioneller „Mietskasernen“-Bauweise.
Von 1931 bis 1932 war Hillinger außerdem an der Technischen Hochschule Berlin als Assistent von Bruno Taut Dozent für Architektur.
Mit Beginn der Zeit des Nationalsozialismus wurde Hillinger gezwungen, 1933 die Anstellung bei der GEHAG aufzugeben. Anschließend war er als Architekt nur noch im Untergrund tätig, entwarf Häuser für private Bauherren in Berlin. 1937 wurde Hillinger aufgrund seiner jüdischen Abstammung und seiner Mitgliedschaft in der SPD aus der Reichskammer der Bildenden Künste ausgeschlossen und erhielt damit Berufsverbot. 
Daraufhin emigrierte er noch 1937, zunächst ohne seine Familie, in die Türkei und schloss sich der dortigen deutschen Exilantengemeinde an. Auch sein Mentor Bruno Taut hielt sich seit 1936 dort auf. Drei Monate später holte er seine Frau und Kinder nach. Sein Bruder kam jedoch im KZ Auschwitz um.
Hillinger arbeitete in der Türkei als Entwurfsarchitekt für die Bauabteilung des Kultusministeriums und begann, Vorlesungen an der Akademie der schönen Künste (heute Mimar-Sinan-Universität) in Istanbul zu halten. Von 1940 bis 1943 war er Leiter der Schule für Architektur in Ankara. Nach dem Tod von Bruno Taut (1938) vollendete er Tauts begonnene Projekte zusammen mit dessen Mitarbeitern.
1951 reiste er nach Kanada und versuchte erstmals, von dort in die USA zu gelangen. Von 1953 bis 1956 hielt er sich wieder in Ankara auf, zwecks Überwachung des Baues des neuen Parlamentsgebäudes, das seit 1939 nach dem Entwurf des Österreichers Clemens Holzmeister entstand. 1956 (nach anderen Angaben bereits 1948) wanderte Hillinger mit seiner Familie endgültig in die USA aus. Er arbeitete dort mit verschiedenen Unternehmen zusammen. 1971 starb er in New York.
Seine Tochter Edith Hillinger, geboren Anfang / Mitte der 1930er Jahre in Berlin, lebt heute als bildende Künstlerin in Kalifornien. Sein 1930 ebenfalls in Berlin geborener Sohn Claude Hillinger, ein heute emeritierter Ökonomie-Professor, lebt seit 1972 in Deutschland (München).

## Werkauswahl
- 1928–1930: Wohnstadt Carl Legien, Berlin (Bauleitung durch Franz Hillinger, nach Entwurf von Hillinger und Bruno Taut); seit Juli 2008 Teil des UNESCO-Weltkulturerbes „Siedlungen der Berliner Moderne“
- 1937: Höhere Knabenschule mit Internat in Trabzon (Trabzon Erkek Lisesi; Bauleitung durch Franz Hillinger, nach Entwurf von Bruno Taut)
- 1937–38: Atatürk-Lyzeum, Ankara (Ankara Atatürk Lisesi; Bauleitung durch Franz Hillinger, nach Entwurf von Bruno Taut und Asım Kömürcüoğlu)
- 1938: Pavillon des Kultusministeriums für die Internationale Messe İzmir (İzmir Enternasyonal Fuarı; Entwurf von Bruno Taut, in Zusammenarbeit mit Hans Grimm und Franz Hillinger)
- 1938: Mittelschule im Stadtteil Cebeci von Ankara (Kurtuluş İlk Öğretim Okulu, auch Cebeci Ortaokulu; Bauleitung durch Franz Hillinger, nach Entwurf von Bruno Taut)
- 1940: Gebäude der literaturwissenschaftlichen Fakultät der Universität Ankara (Ende 1936 von Bruno Taut entworfen und begonnen; nachdem Taut 1938 verstorben war, vollendete Hillinger den Bau zusammen mit Hans Grimm)
- 1953–1956: Bauleitung beim Neubau des Parlamentsgebäudes in Ankara (1939 bis 1961 nach Plänen von Clemens Holzmeister errichtet, ab 1949 in Betrieb)